# Oriana Fallaci
Oriana Fallaci (Florence, 29 juni 1929 - aldaar, 15 september 2006) was een Italiaanse journaliste, publiciste en schrijfster. Ze werd beroemd door haar interviews met wereldleiders, zoals de Dalai lama, Henry Kissinger, de sjah van Perzië, Ayatollah Khomeini, Willy Brandt en Moammar al-Qadhafi. Ze ondervroeg hen zonder terughoudendheid en ontlokte hen onthullende uitspraken. Daardoor geldt ze als een boegbeeld voor haar generatie. In haar latere leven riep ze controverses op door geschriften waarin ze hard uithaalde naar de islam. Fallaci’s werken werden in 21 talen vertaald. Fallaci was een zware rookster. Zij overleed op 77-jarige leeftijd aan kanker.

## Biografie
Oriana Fallaci is van kinds af aan geboeid door het geschreven woord; elke regel zet haar verbeeldingskracht in beweging. Ze is negen als ze voor het eerst een boek in handen krijgt. Het is Als de natuur roept van Jack London. Oriana raakt verliefd op de hond Buck en zijn strijd voor de vrijheid.
"Buck was voor mij een les in oorlog, guerrilla, leven. Zo begeleidde hij mijn puberteit, de periode die me zou brengen tot wat ik hoop of probeer te zijn: een ongehoorzame vrouw, wars van iedere autoriteit. Anderen hadden belangrijker helden. Mijn held was een hond."
Fallaci raakte op jonge leeftijd betrokken bij het verzet tegen het fascistische bewind van Benito Mussolini. Zo hielp zij haar ouders, als tiener, de Duitsers te bestrijden, die Florence bezet hadden en ze maakte het geallieerde soldaten mogelijk te ontsnappen. Het fascisme, de Tweede Wereldoorlog en de rol die haar vader als verzetsleider speelde, vormden belangrijke invloeden in haar leven. "Ik ben altijd ongehoorzaam aan de onderdrukker geweest."
Toen de Tweede Wereldoorlog voorbij was, studeerde Fallaci korte tijd medicijnen aan de Universiteit van Florence, maar ze ontdekte al snel dat ze meer in de wieg gelegd was voor de journalistiek. Haar eerste baan was bij Il Mattino dell’’Italia Centrale, waarvoor ze reportages en interviews schreef. Vanaf 1951 verscheen haar werk in het tijdschrift Epoca, waarvoor ze begin jaren zestig als speciale verslaggever de wereld afreisde. 
In 1968 bracht ze een boek uit, The Egotists: Sixteen Surprising Interviews, met interviews met o.a. filmsterren Sean Connery en Ingrid Bergman en de schrijver Norman Mailer.

Na 1965 begon ze met haar geruchtmakende interviews met wereldleiders en kreeg daardoor naam en faam.
In haar laatste levensjaren stond de als atheïste en links bekendstaande Fallaci op zeer vriendschappelijke voet met Paus Benedictus XVI. Fallaci deelde zijn pessimisme over de toekomst van Europa.

## Een leven lang dwars
Het VPRO-radioprogramma OVT  noemde haar Een leven lang dwars. Geprezen werden haar moed, waardigheid en haar gedreven denken en schrijven, provocerend en polemisch. 

Ze bedreef journalistiek met een mening. Leiders confronteren met moedige vragen en als deze het antwoord schuldig bleven, dacht ze: Ik heb je te pakken. Een zelfstandig denkend, opstandig individu; woorden gevend aan haar verontwaardiging.
In 1961 schreef ze het boek De nutteloze sekse, over de positie van de vrouw in landen als India en Pakistan. In haar ogen "afschuwelijke landen, waar ze de grauwsluier van de vrouwen zou willen wegtrekken".
Haar doorbraak kwam door haar verslaggeving over de oorlog in Vietnam. Ze versloeg de slag om  Huế en een andere keer ontsnapte ze ternauwernood aan een verkrachting door Vietnamese soldaten. Haar moed was legendarisch. "Ik heb nog nooit een vrouw meegemaakt die zo geaccepteerd en geadoreerd werd door alle mannen als jij," zei een Amerikaanse bataljonscommandant.

In een legertank versloeg ze de invasie in Cambodja in 1970. Eén keer heeft Fallaci, omsingeld door de Rode Khmer, zelfs een M16 gebruikt. 
Tijdens haar jaren als beroemde oorlogsverslaggever ontpopte ze zich als een 'menselijke tank', 'een kleine journalistieke kruisraket'.

Over het fenomeen oorlog verklaarde ze: "Niets beter dan de oorlog toont de innerlijke kracht van de mens. Zijn schoonheid, zijn lafheid en moed. Je leert de echte mens beter kennen in tijden van oorlog  dan in vrede."

## Geruchtmakende interviews
Tijdens haar lange en succesvolle journalistieke loopbaan interviewde zij op scherpe, onomwonden wijze diverse prominente personen zoals de Dalai lama, Henry Kissinger, de sjah van Perzië, Ayatollah Khomeini, Willy Brandt, Moammar al-Qadhafi, Federico Fellini, Yasser Arafat en Indira Gandhi.
In het begin maakte ze veel interviews met filmsterren, maar uiteindelijk vond  ze hen te braaf. Hollywood noemde ze 'dom en geniaal, verdorven en puriteins, amusant en saai'.

Liever sprak ze met de echte Groten der Aarde. Maandenlang sloot ze zich op om een vraaggesprek voor te bereiden. Ze zag hen als tegenstander, en was 'op het ergste voorbereid'. Het interview duurde soms 5 uur.
Henry Kissinger bekende aan de Italiaanse dat hij zichzelf als Amerikaanse minister van Buitenlandse Zaken zag als een cowboy die zijn kudde leidt en gaf toe dat de oorlog in Vietnam eigenlijk op een mislukking was uitgelopen. Jaren later noemde Kissinger het interview nog altijd "het meest desastreuze" uit zijn leven.
Ze was gecharmeerd van Deng Xiaoping. Ze vond hem een slimme, aardige man, die diep moest nadenken over haar vraag, of hij nu eigenlijk een echte communist was. Het interview duurde acht uur. Deng vroeg haar of zij de volgende morgen nog een keer wilde terugkomen voor een tweede vraaggesprek. "Ik wilde hem een kus geven, maar 8 lijfwachten sprongen boven op me, omdat ze dachten dat ik hem wilde vermoorden."

Qadhafi noemde ze 'een gek'. "Hij was volkomen doorgedraaid. Tijdens ons gesprek beende hij door de kamer en riep voortdurend, dat hij de 'verlosser' was. 'Achteraf denk ik dat ik hem had moeten doodschieten.'
In 1979 interviewt ze, het haar bedekt met de chador, in Teheran ayatollah Khomeini. Als zij hem lastigvalt met vragen over de positie van de vrouw in Iran, zegt Khomeini geërgerd: "Als het islamitische kledingstuk u niet bevalt, hoeft u het niet te dragen. De chador is voor jonge, fatsoenlijke vrouwen." Prompt trekt Fallaci de chador van het hoofd, waarop Khomeini de kamer verlaat (hij zou trouwens op een later moment terugkeren).
Critici zeggen dat Fallaci gekleurde journalistiek beoefende, door haar wijze van redigeren, mensen bepaalde woorden in de mond te leggen en een beeld  van mensen te schilderen, zoals zij hen zag. Zij antwoordde daarop dat geen enkele journalist ontkomt aan het maken van keuzes in zijn teksten.

## Overstap naar de literatuur
Vanuit de journalistiek maakte ze een weloverwogen overstap naar de literatuur. Ze wilde 'de ingedikte emotie' (in haar interviews) 'boven het normale leven uittillen'. Literatuur maakt, volgens haar, veel thematiek universeler dan journalistiek en geeft de lezer meer mogelijkheden tot identificatie.

Journalistiek was voor haar een keurslijf. Ze voelde zich beperkt door de feiten, door dat wat er precies gezegd was, het volledig trouw moeten zijn aan de waarheid. In de literatuur voelde ze zich minder gehandboeid. Volgens haar gaf Tolstoj, in zijn roman  Oorlog en vrede een beter beeld van Napoleon dan de meeste historici.
Het thema dat in Fallaci's leven centraal stond, was volgens haarzelf de oorlog. Fallaci was naar eigen zeggen geobsedeerd door "de zinloosheid, de stompzinnigheid, de wreedheid en de gekte van oorlog". Zo gaat haar boek Niets en zo zij het over de oorlog in Vietnam. In Insjallah staat de oorlog in Libanon centraal.
Fallaci verkreeg later ook bekendheid met een reeks kritische boeken over de islam die ze schreef na haar pensionering, waarin ze geen blad voor de mond nam. In haar werken beschreef ze de bedreigingen voor de Westerse cultuur die volgens haar uitgaan van het  islamisme en de geleidelijke invoering van de religieuze wetten (sharia). Ze zag islamisme als een vorm van fascisme en gebruikte daarbij de term islamofascisme.
Na de verschijning van Insjallah in 1990 werd het lange tijd stil rondom de Florentijnse. Ze verbande zichzelf naar New York uit onvrede over "de maffioze politiek" in Italië. Twee jaar later werd borstkanker bij haar vastgesteld. "Ik zie mijn ziekte als een avontuur. Ik ben van plan de wildgroei te verslaan."

Maar na de aanval op het WTC, op 11 september 2001, zette Fallaci zich achter haar schrijfmachine en schreef binnen een paar weken een woedend pamflet tegen het islamitisch terrorisme, De woede en de trots. Alleen al in Italië werden er meer dan 1 miljoen exemplaren van verkocht. Het was het meest controversiële boek uit haar carrière. Veel van haar collega’s vonden het een beschamende vertoning van Fallaci, omdat juist zij zulke lange periodes in moslimlanden had doorgebracht.

## Privéleven
Fallaci was niet gelukkig in de liefde. In Saigon ontmoette ze als oorlogsverslaggever voor L'Europeo AFP-journalist François Pelou, met wie ze vijf jaar een relatie heeft. 
Haar grote liefde was de Griekse verzetsheld Alexandros Panagoulis, die werd gemarteld en vijf jaar in een kleine cel verkommerde na een moordaanslag op Papadopoulos, de leider van de Griekse kolonelsjunta. Panagoulis komt in 1976 bij een auto-ongeluk om het leven; Fallaci is ervan overtuigd dat hij door zijn tegenstanders is vermoord. Drie jaar later publiceerde ze een boek opgedragen aan hem, Een man.

## Nagedachtenis
Sinds haar overlijden op 15 september 2006 reikt de stichting 'Una via per Orianna Fallaci' elk jaar 
op haar sterfdatum tijdens de gelijknamige Memorial de 'Oriana Fallaci Free Speech Award' uit. Deze prijs bekroont telkens een persoon die zich verdienstelijk heeft gemaakt op het vlak van vrije meningsuiting en persvrijheid. In 2018 ging de prijs naar VB-politica Anke Van dermeersch en RAI-directeur Marcello Foa. 

## Werken
- 1956 - I sette peccati di Hollywood
- 1961 - Il sesso inutile vert. Vrouwen... in haar wisselend lot
- 1962 - Penelope alla guerra vert. Penelope trekt ten strijde
- 1963 - Gli antipatici
- 1965 - Se il sole muore vert. Als de zon sterft
- 1969 - Niente e così sia vert. Niets en zo zij het, reportage over de oorlog in Vietnam
- 1970 - Quel giorno sulla luna
- 1974 - Intervista con la storia vert. Interview met de geschiedenis, Uitgeverij Bert Bakker 1983, 585 pag., ISBN 9035114140
- 1975 - Lettera a un bambino mai nato vert. Brief aan een nooit geboren kind
- 1979 - Un uomo vert. Een man, een biografie van de Griekse verzetsstrijder Alexandros Panagoulis
- 1990 - Insciallah roman vert. Insjallah, Uitgeverij Bert Bakker 1990, 652 pag., ISBN 90-351-1042-0, over de 'burgeroorlog' in Libanon
- 2001 - La rabbia e l'orgoglio vert. De woede en de trots, polemisch artikel tegen het islamitisch terrorisme n.a.l.v. 11 sept. 2001
- 2004 - La forza della ragione vert. De kracht van de rede, haar bekendste werk, Uitgeverij Bert Bakker 2004/2005 ISBN 90-351-2753-6, polemiek tegen het islamisme
- 2004 - Oriana Fallaci intervista Oriana Fallaci
- 2005 - Oriana Fallaci intervista sé stessa - L'Apocalisse